# Appletone
Appletone Estate to rodzina rumów produkowanych na Jamajce od 1749 roku. Aktualnie destylarnia należy do Campari Group:

## Produkty
Do najważniejszych produktów należących do Appleton należą:
- Appleton Estate Signature Blend
- Appleton Estate Reserve Blend
- Appleton Estate Rare Blend 12
- Appleton Estate 21 Year Old Jamaica Rum
- Appleton Estate 50 Year Old Jamaica Rum